# George Formby, Sr.
George Formby (Ashton-under-Lyne, 4 de outubro de 1875 — Cheshire, 8 de fevereiro de 1921), nascido com o nome James Lawler Booth, foi um comediante britânico e cantor teatral, considerado um dos mais importantes artistas de music hall do começo do século XX. Tornou-se conhecido pelo seu "humor seco" e atuação na cena artística de Lancashire.